# Van Ketwich Verschuurbrug
De Van Ketwich Verschuurbrug is een hefbrug in de stad Groningen over het Noord-Willemskanaal. De brug ligt op de plaats waar de Van Ketwich Verschuurlaan overgaat in de Laan Corpus den Hoorn en is de zuidelijkste brug over het Noord-Willemskanaal in de gemeente Groningen. Deze brug vormt samen met de Van Iddekingebrug de verbinding tussen de wijken De Wijert en Corpus den Hoorn. Direct naast de brug ligt een viaduct onder de A28, met afritten en bushaltes. 
De torens van de Van Ketwich Verschuurbrug zijn blauw, de zijkanten van het brugdek wit. De brug wordt bediend vanaf de Eelderbrug, net als de andere bruggen op dit kanaal in de gemeente Groningen.
De brug is vernoemd naar burgemeester Evert van Ketwich Verschuur.

## Incident
Op 2 juli 2015 deed zich een incident voor bij de brug. Als gevolg van de hoge temperaturen bleef het brugdek hangen terwijl de kabels al uitgerold waren. Door een fout in het besturingssysteem waren de slagbomen echter al geopend. Een 35-jarige man en een 27-jarige vrouw reden hierbij met de auto het water in. De twee inzittenden dienden een schadeclaim in vanwege mentale schade. Om vergelijkbare incidenten in de toekomst te voorkomen, zijn de kabels van de brug direct vervangen.